# Алекса Раданов
Алекса Раданов (Београд, 1. фебруар 1998) српски је кошаркаш. Игра на позицијама бека и крила. Тренутно наступа за Мегу.

## Каријера

### Млађе категорије
Кошарком је почео да се бави у клубу Беостарс на Новом Београду. Његов таленат је убрзо примећен и зато прелази у млађе категорије Црвене звезде. Иако две године млађи, био је део екипе Црвене звезде која је освојила јуниорско такмичење Евролиге 2014. године. И наредне 2015. је на Евролигином квалификационом турниру помогао Звездиним јуниорима да се пласирају на финални турнир. Интересантно је да је један од ретких кошаркаша који је играо два дербија у истом дану против Партизана, и то у кадетској и јуниорској конкуренцији. У оба је Звезда победила а он је постигао 20 и 10 поена.

### Сениорска каријера
За први тим Црвене звезде је дебитовао 8. марта 2015, на утакмици 24. кола АБА лиге против ваљевског Металца у Пиониру. Тадашњи тренер Дејан Радоњић је одлучио да му пружи шансу уместо Маркуса Вилијамса који је одмарао ову утакмицу. То му је био и једини наступ у сезони 2014/15.
Од сезоне 2015/16. је као позајмљен играч Црвене звезде заиграо за ФМП. У првој сезони са екипом ФМП-а је играо само Кошаркашку лигу Србије, а од сезоне 2016/17. са клубом из Железника је заиграо и у АБА лиги. На позајмици у ФМП-у је био до априла 2018. када је заједно са Филипом Човићем прикључен Црвеној звезди пред почетак такмичења у Суперлиги Србије. Наступио је на 14 утакмица у Суперлиги коју је Црвена звезда на крају и освојила.
Сезону 2018/19. је провео целу у екипи Црвене звезде. Није проводио пуно времена на паркету, али је био део тима који је освојио АБА Суперкуп, АБА лигу и Суперлигу Србије. У августу 2019. је поново позајмљен екипи ФМП-а, где је током сезоне 2019/20. у АБА лиги бележио просечно 11 поена и три скока по утакмици. Дана 29. јула 2020. се вратио у Црвену звезду, са којом је договорио сарадњу на две сезоне. У сезони 2020/21. са Звездом је освојио Куп Радивоја Кораћа, АБА лигу и Суперлигу Србије. У јулу 2021. је напустио Црвену звезду и прешао у Игокеу.  У Игокеи је провео сезону 2021/22. у којој је освојио дуплу круну у Босни и Херцеговини. За сезону 2022/23. потписао је уговор са грчким Перистеријем. У августу 2023. потписао је за кошаркашки клуб Руна из Москве.

## Репрезентација
Са репрезентацијом Србије до 16 година је освојио 6. место на Европском првенству 2014. у Летонији. Наредне 2015. године је са репрезентацијом до 18 година освојио 5. место на Европском првенству, а са истом селекцијом је 2016. освојио 10. место уз просечно 13,3 поена по мечу.
За сениорску репрезентацију Србије је дебитовао код селектора Александра Ђорђевића у квалификацијама за Светско првенство 2019. у Кини.

## Успеси

### Клупски
- Црвена звезда:
  - Првенство Србије (3): 2017/18, 2018/19, 2020/21.
  - Јадранска лига (3): 2014/15, 2018/19, 2020/21.
  - Куп Радивоја Кораћа (1): 2021.
  - Суперкуп Јадранске лиге (1): 2018.
- Игокеа:
  - Првенство Босне и Херцеговине (1): 2021/22.
  - Куп Босне и Херцеговине (1): 2022.